# Partido do Povo de Timor

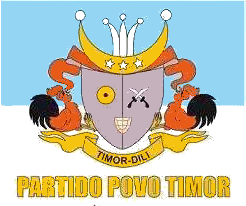
Flagge der PPT

Die Partido do Povo de Timor PPT (Partei des Volkes von Timor) ist eine osttimoresische Partei, die am 7. Mai 2000 gegründet wurde. Ihre Vorgängerin war die Movimento do Povo de Timor-Leste MPTL (Bewegung des Volkes von Timor-Leste). Die PPT wird als konservative, rückwärts gerichtete Traditionspartei beschrieben mit utopischen Vorstellungen und monarchistischen und religiösen Tendenzen.

## Allgemeines
Die Partei hat ihre Unterstützer in erster Linie unter den traditionellen Kleinkönigen Timors, den Liurai, vor allem in der Gemeinde Ainaro. Ihre Wurzeln hat sie in dem Bevölkerungsteil, der für einen endgültigen Anschluss Osttimors an Indonesien war. Unter den Gründern war auch Herminio da Costa, ein ehemals führendes Mitglied der APODETI, einer Partei, die bereits 1974 den Anschluss an Indonesien anstrebte. Wegen dieses Hintergrunds war die PPT auch nie Mitglied des Conselho Nacional de Resistência Timorense (CNRT), des Dachverbands der osttimoresischen Gruppen und Parteien, die eine Unabhängigkeit anstrebten. Costa war in der Hierarchie der pro-indonesischen Milizen in Osttimor die Nummer drei, nach João da Costa Tavares und Eurico Guterres, und Mitglied der Uni Timor Aswain (UNTAS, deutsch Vereinigung Timoresischer Helden), ihrem politischen Flügel. Von beiden trennte er sich nach dem Referendum über die Unabhängigkeit Osttimors im August 1999, das zu Gunsten dieser ausfiel, akzeptierte das Ergebnis und arbeitete nun mit der UNTAET zusammen.
Parteivorsitzender war ursprünglich Jacob Xavier († 2012), der sich als direkter Nachkomme des portugiesischen Königshauses bezeichnete und durch sehr exzentrische Aussagen regelmäßig auffiel. Vize-Präsident und Generalsekretär ist Francisco Pinto, Liurai von Uatucarbau.
Pinto erklärt, die PPT stehe für die Einführung eines Zwei-Banken-Systems (eine Bank für die Liurais, eine für das normale Volk), der Wiederinkraftsetzung der Zehn Gebote und sei antikommunistisch. Details konnte Pinto in einem Interview nicht erklären. Die wisse nur Parteivorsitzender Xavier und der spräche als studierter Theologe in einer solch „hohen Sprache“, dass alle andere Parteimitglieder ihn nicht verstünden.
Die PPT unterstützt das aktuelle politische System der Republik, nachdem eine Monarchie bisher nicht zustande kam. Während der UN-Verwaltung Osttimors (1999–2002) sprach sich die PPT für Xanana Gusmão als Kandidaten für das zukünftige Präsidentenamt aus. In der ersten Legislaturperiode des Parlaments (2001–2007) unterstützte die PPT immer wieder die FRETILIN bei Gesetzesvorhaben, unter anderem auch bei den unpopulären Gesetzen zu den Pensionen von Parlamentsabgeordneten.
Die PPT hat Verbindung zur Colimau 2000.

## Abschneiden bei Wahlen

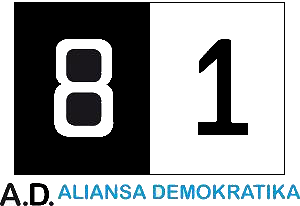
Flagge der Aliança Democratica

Bei den vorherigen Parlamentswahlen vom 30. August 2001 hatte die PPT 2,01 % der Stimmen und damit zwei der 88 Sitze im Parlament von Osttimor erhalten, vor allem in Ainaro, Oe-Cusse Ambeno und Dili. Neben Jacob Xavier saß auch Ananias do Carmo Fuka für die PPT im Parlament.
Im Präsidentschaftswahlkampf 2007 unterstützten Xavier und die PPT Manuel Tilman von der KOTA, so dass er in sieben Sucos am meisten Stimmen erhielt. Insgesamt waren es aber nur 4,09 %.
Für die ersten Parlamentswahlen nach der Unabhängigkeit am 30. Juni 2007 stellte die PPT eine gemeinsame Wahlliste mit der KOTA auf, unter dem Namen Aliança Democratica KOTA/PPT.
Die Aliança Democratica KOTA/PPT erhielt schließlich 13.294 Stimmen, was 3,20 % der gültigen Stimmen entspricht. Die größte Unterstützung fand sie im damaligen Distrikt Ainaro, wo sie 18,15 % (4.066 Stimmen) der Stimmen erhielt und die zweitstärkste Liste wurde. Über 1.000 Stimmen erhielt die Allianz noch in folgenden Distrikten:
- Dili: 1.329 Stimmen (1,63 %)
- Ermera: 1.265 Stimmen (2,97 %)
- Aileu: 1.012 Stimmen (5,60 %)

Für das Bündnis zogen daraufhin Manuel Tilman von der KOTA und Jacob Xavier in das Nationalparlament Osttimors mit 65 Abgeordneten ein. Die Allianz wurde nach der Wahl wieder aufgelöst.
Zu den Parlamentswahlen 2012 wurde die PPT nicht zugelassen, weil sie nicht innerhalb der Frist ihre Wahlliste bei den Wahlbehörden abgegeben hat. Jacob Xavier trat stattdessen auf Liste der Partido Democrático (PD) an und konnte so wieder in das Nationalparlament einziehen. Allerdings verstarb er nur wenige Wochen darauf.
Bei den Parlamentswahlen 2017 fiel die PPT bei der Prüfung der Unterstützerlisten aus der Runde der antretenden Parteien. Sie hatte die notwendigen Zulassungskriterien nicht erfüllt.

## Parteiflagge
Bereits die von Parteichef Jacob Xavier mitgegründeten Movimento Nacional para a Libertação de Timor-Díli (1979) und Movimento Popular Timor-Leste (1985) hatten blau-weiße Flaggen, ähnlich der alten royalen Flagge Portugals. Und auch das Wappen der heutigen Parteiflagge war bereits im Gebrauch. Es zeigt royale, timoresische Symbole, wie die Kaibauk-Krone oder die Belak-Scheibe. Außerdem findet sich hier das Wappen Portugals und zwei Hähne als Schildträger. Ebenfalls ein Relikt aus den Vorgängerbewegungen ist die Bezeichnung Timor-Dili auf dem Spruchband, ein Ersatz für den alten kolonialen Namen Portugiesisch-Timor.